# Астахова, Лариса Сергеевна
Лари́са Серге́евна Аста́хова (род. 29 июня 1977, Казань, Татарская АССР, СССР) — российский религиовед, социолог религии и судебный эксперт, специалист по религиозным практикам и религиозным действиям, соотношении религиозного и социального, философии религии, феноменологии религии, новым религиозным движениям и нетипичным формам трансформации религий, их классификации и взаимодействию с традиционными религиозными формами. Кандидат социологических наук (2003), доктор философских наук (2014), доцент (2007). Одна из авторов «Энциклопедического словаря социологии религии» (2018), руководитель проекта по совершенствованию преподавания курса и одна из основных авторов учебно-методического комплекса по «Основам религиозных культур и светской этики» для учащихся 4 класса средних школ (2019).
Декан факультета социологии и журналистики Московского государственного гуманитарно-экономического университета (с 2022). Заведующая кафедрой теологии Института гуманитарных и прикладных наук Московского государственного лингвистического университета (2018—2022). Профессор (2015—2018) и заведующая кафедрой (2013—2018) религиоведения Отделения философии и религиоведения Института социально-философских наук и массовых коммуникаций Казанского (Приволжского) федерального университета (2006—2018). Заместитель директора по научной деятельности Института социально-философских наук и массовых коммуникаций Казанского (Приволжского) федерального университета (2011—2015). Главный научный сотрудник Отдела социально-политических исследований Центра исламоведческих исследований Академии наук Республики Татарстан (с 2014).
Ведущий эксперт Центра исследований гражданского общества и некоммерческого сектора НИУ ВШЭ (с 2022). Привлечённый эксперт лаборатории религиоведческих исследований «Северо-Запад» Балтийского федерального университета имени Иммануила Канта. Член Экспертной группы по совершенствованию законодательства в сфере свободы совести и религиозных объединений Экспертного совета Комитета Государственной Думы Федерального Собрания Российской Федерации по развитию гражданского общества, вопросам общественных и религиозных объединений (с 2016), член Федерального учебно-методического объединения по теологии Министерства высшего образования и науки Российской Федерации (с 2014 года), член Экспертного совета Высшей аттестационной комиссии при Министерстве образования и науки Российской Федерации по научной специальности «Теология» (с 2016), член Экспертного совета при Комиссии по межнациональным и межрелигиозным отношениям Общественной палаты Республики Татарстан (с 2016).
Член Российского общества социологов (с 2005) и Русского религиоведческого общества (с 2016).
Ютубер, ведёт информационно-просветительский YouTube-канал с образовательными элементами «Faith&fiction» (с англ. — «Вера и литература»), целью которого является профилактика мировоззренческой и межрелигиозной напряжённости.

## Биография
Родилась 29 июня 1977 года в Казани в атеистической семье преподавателей высших учебных заведений.
В 1994 году окончила среднюю школу № 2 посёлка городского типа Медведево Медведевского района Республики Марий Эл.
В 1999 году с отличием окончила отделение социологии факультета журналистики, социологии и психологии Казанского государственного университета имени В. И. Ульянова-Ленина по специальности «Социолог. Преподаватель социально-политических дисциплин» со специализацией в области социологии религии, защитив дипломную работу по теме «Язычество мари как символическая система».
В 1999—2004 годах — ассистент кафедры философии Казанского государственного финансово-экономического института.
В 2004—2007 годах — доцент кафедры государственного управления Академии государственной и муниципальной службы при Президенте Республики Татарстан.
В 1999—2002 годах обучалась в аспирантуре Казанского государственного финансового экономического института, где в 2003 году под научным руководством доктора исторических наук, профессора В. В. Иванова защитила диссертацию на соискание учёной степени кандидата социологических наук по теме «Исследования нетипичных форм религиозной трансформации в современных условиях: на материалах язычества народов Поволжья» (специальность 22.00.06 — социология культуры, социология духовной жизни).
С 2005 года — член Российского общества социологов.
В 2007 году присвоено учёное звание доцента.
В 2006—2018 года преподавала на кафедре религиоведения Отделения философии и религиоведения Института социально-философских наук и массовых коммуникаций Казанского (Приволжского) федерального университета, где являлась доцентом и профессором (2015—2018), а с апреля 2013 года по 1 сентября 2018 года — заведующей кафедрой.
В 2011—2015 годах заместитель директора по научной деятельности Института социально-философских наук и массовых коммуникаций Казанского (Приволжского) федерального университета.
В 2013 году в диссертационном совете Д18.009.01 Ленинградского государственного университета имени А. С. Пушкина защитила диссертацию на соискание учёной степени доктора философских наук по теме «Динамика современных религиозных практик в структурах повседневности» (специальность 09.00.14 — философия религии и религиоведение); официальные оппоненты — доктор философских наук, профессор кафедры социологии и управления социальными процессами Академии труда и социальных отношений Е. С. Элбакян, доктор философских наук, доцент кафедры социальной философии, религиоведения и теологии Российского государственного социального университета А. Н. Лещинский и кандидат философских наук, доктор социологических наук, доцент кафедры философии религии и религиоведения Санкт-Петербургского государственного университета М. Ю. Смирнов; ведущая организация — Российский государственный гуманитарный университет. Диплом доктора философских наук № 026151 выдан 1 апреля 2014 года.
В 2014—2021 годах — главный научный сотрудник Отдела социально-политических исследований Центра исламоведческих исследований Академии наук Республики Татарстан.
С 2014 года — член Федерального учебно-методического объединения по теологии Министерства высшего образования и науки Российской Федерации.
В 2017 году в Центральной государственной медицинской академии Управления делами Президента Российской Федерации с отличием прошла профессиональную переподготовку по специальности «психология» с присвоением квалификации «психолог» (диплом о профессиональной переподготовке № 771800220471 от 19 декабря 2017 года).
В 2018—2022 годы — заведующая кафедрой теологии Института гуманитарных и прикладных наук Московского государственного лингвистического университета.
С 2022 года — декан факультета социологии и журналистики Московского государственного гуманитарно-экономического университета.
Член Диссертационного совета Д 212.081.33 при Казанском (Приволжском) федеральном университете по защите диссертаций на соискание учёной степени кандидата и доктора философских наук по специальности 09.00.01 — «Онтология и теория познания», 09.00.11 — «Социальная философия» и 09.00.14 — «Философия религии и религиоведение».
Автор более 50 научных трудов. Автор статей в научных журналах «Государство, религия, церковь в России и за рубежом», «Социологические исследования», «Социально-гуманитарные знания», «Социология» и «Учёные записки Казанского университета».

## Научная деятельность
В своих исследованиях «показала, что религиозные практики, с одной стороны, базируются на относительно устойчивых традиционалистских типизированных схемах обрядового поведения, действующих в комплексе с адаптированными к обыденному пониманию интерпретациями вероучений, но с другой стороны — отражают современный религиозный опыт и испытывают нормативное давление социальных структур повседневности», а отсюда «такая трактовка приводит к возможности моделирования и прогнозирования путей трансформации типичных религиозных практик в условиях образования новых матриц повседневности».
Занимается научной разработкой методов проведения судебной религиоведческой экспертизы. Так в статье «Судебная религиоведческая экспертиза — научный жанр вне научной аудитории: опыт метаэкспертизы» высказала мнение, что как судебная экспертиза в целом, так и религиоведческая экспертиза в частности, являются одним из действенных инструментов, позволяющих произвести в ходе судебного процесса всестороннего рассмотрение дела со всех точек зрения. При этом религиоведческая экспертиза является наиболее насущной и востребованной при рассмотрении дел по тем статьям уголовного законодательства, которые связанны с осуществлением экстремистской деятельности. Хотя и не всегда на практике данный способ в полной мере является самостоятельным, поскольку в рамках комплексной экспертизы имеет тесную связь с лингвистической и психологической частями экспертизы. Астахова утверждает, что непосредственно законодательством обусловлено данное обстоятельство, поскольку «признаки экстремизма связаны с созданием негативных установок, а также высказываниями в отношении тех или иных групп», а «религиоведческая часть этих комплексных экспертиз оценивает факты высказываний, связанных со спецификой религиозной риторики, а в большинстве случаев — специфических норм и ценностей в тех ситуациях, когда они отличаются от общесоциальных норм».
В 2019 году выступила руководителем проекта по совершенствованию преподавания курса «Основ религиозных культур и светской этики», в рамках которого был подготовлен учебник по ОРКСЭ для учащихся 4 класса средних школ, содержащий информацию для каждого из модулей, а также методические рекомендации для учителей, рабочую тетрадь с заданиями, игры и видеоуроки (длительностью по 10 минут).

## Экспертная деятельность
С 2016 года — член Экспертной группы по совершенствованию законодательства в сфере свободы совести и религиозных объединений Экспертного совета Комитета Государственной Думы Федерального Собрания Российской Федерации по развитию гражданского общества, вопросам общественных и религиозных объединений, член Экспертного совета Высшей аттестационной комиссии при Министерстве образования и науки Российской Федерации по научной специальности «Теология», член Экспертного совета при Комиссии по межнациональным и межрелигиозным отношениям Общественной палаты Республики Татарстан и член Русского религиоведческого общества.
С 2016 года включена в реестр экспертов Российской академии наук.
Руководитель сектора религиоведческой и социологической экспертизы Казанского межрегионального центра экспертиз, где является основным экспертом по новым религиозным движениям.
В 2018 году получила благодарность ректора Казанского (Приволжского) федерального университета И. Р. Гафурова «за эффективную работу в области религиоведческой экспертизы в интересах национальной безопасности Российской Федерации».
Привлечённый эксперт лаборатории религиоведческих исследований «Северо-Запад» Балтийского федерального университета имени Иммануила Канта.
С 2022 года — ведущий эксперт Центра исследований гражданского общества и некоммерческого сектора НИУ ВШЭ.

### «Дело Астаховой»
В январе—мае 2015 года, по иску Саентологической церкви Москвы (СЦМ) в связи с отказом Министерства юстиции Российской Федерации зарегистрировать СЦМ в качестве религиозной организации, на основании определения председательствующего судьи Измайловского районного суда г. Москвы И. Е. Аверьяновой от 15 декабря 2014 года о назначении судебной религиоведческой экспертизы по гражданскому делу № 2-5387/14, Л. С. Астахова в качестве эксперта основным по новым религиозным движениям Казанского межрегионального центра экспертиз провела дополнительную экспертизу (ранее представители министерства юстиции предоставили со своей стороны экспертное заключение от 22 июля 2013 года № 35338 Экспертного совета по проведению государственной религиоведческой экспертизы при Главном управлении Министерства юстиции Российской Федерации по Москве и И. Н. Яблокова, а сторона саентологов — экспертизы выполненные В. В. Винокуровым и С. В. Щербаком, С. И. Иваненко, И. Я. Кантеровым, М. Ю. Смирновым, Ю. А. Тихонравовым, Н. В. Шабуровым, Е. С. Элбакян), придя к выводу, что деятельность СЦМ имеет не религиозный, а социальный характер. В конечном итоге 1 июля 2015 года Измайловский районный суд, в том числе основываясь на экспертном заключении Астаховой, отклонил иск представителей Саентологической церкви Москвы, 23 ноября 2015 года Московский городской суд принял решение ликвидировать Саентологическую церковь Москвы, а 29 июня 2016 года Верховный суд Российской Федерации оставил в силе данное решение Московского городского суда.
Журналист Русской службы Би-би-си И. Чесноков отмечал: «Споры вокруг экспертизы Астаховой вылились в настоящую религиоведческую войну: эксперты обвиняли друг друга в ангажированности и предвзятости, на Астахову подавали заявление в ВАК о лишении учёной степени, а Астахова даже написала заявление в МВД о клевете (скан этого заявления был опубликован в „Фейсбуке“). Однако до судебного разбирательства это заявление не дошло». Это же отметил Р. Р. Сулейманов, указав: «Позиция Астаховой как религиоведа вызвала ярость не только в среде Саентологической церкви Москвы, но и на Астахову обрушился гнев со стороны тех российских религиоведов, которые вступились за саентологов. В СМИ, социальных сетях и блогах в Интернете началась откровенная травля и порой глумление над профессиональными и даже личными качествами Астаховой». Он также указал, что предметом критики выступало то, что её супруг является православным священником и из этого делался вывод, что якобы экспертиза написана с целью устранения «конкурента» Русской православной церкви на религиозном поле и основана на желании соответствовать «генеральной линии» государственной политики российских органов власти, направленной, как утверждают критики, на дискриминацию религиозных меньшинств. Кроме того, Сулейманов подчеркнул, что высказывались обвинения в том, что она якобы «профессиональна некомпетентна как религиовед, потому что знакома с Александром Дворкиным и придерживается его концепции сектоведения». В качестве примера источников диффамации он привёл блоги в Живом журнале, ведущиеся под именами Тимура Нечаева и Владимира Морозова, группы «Социология религии» и «Религиоведение: вчера и сегодня» в социальной сети Facebook, сайт информационно-аналитического центра «Сова» и журнал «Религиоведение», где ответственным секретарём редакционной коллегии является Е. С. Элбакян. В целом же он считает, что «„кейс Ларисы Астаховой“ раскрыл и ярко продемонстрировал такое явление как академическое насилие. Под академическим насилием понимается осознанная травля специалиста со стороны некоторых его коллег, продиктованная идеологическими расхождениями во взглядах или материальной заинтересованностью со стороны оппонентов подвергаемого диффамации специалиста». В свою очередь А. В. Воронцов и А. М. Прилуцкий отметили: «Стоит признать, что отсутствие чёткого, общепринятого понимания значения термина „религия“ в научном религиоведении давно уже стало притчей во языцех. В настоящее время мы наблюдаем, как данная проблема из сугубо лексикографической, религиоведческой и философской превращается в проблему правовую. Так, заключение судебной религиоведческой экспертизы (эксперта Л. С. Астаховой) по делу Сайентологической церкви г. Москвы вызвало серьёзный общественный резонанс. Последовавшая „война экспертиз“ свидетельствует о том, что в современном юридическом религиоведении отсутствуют надежные критерии доказательств и апробированные методы объективного исследования религиозных организаций, корнем чего как раз и является данная терминологическая проблема». Кроме того А. М. Прилуцкий указал на то, что в «адрес эксперта звучали различные, часто противоречивые обвинения: например, в том, что, утверждая хрестоматийный тезис, согласно которому в основе религии лежит вера, эксперт нарушает принцип нейтральности (вероятно, по отношению к тем сообществам, для которых главное не вера, но, например, получение налоговых преференций)». А совместно с В. Ю. Лебедевым он отметил, что «субъективизм религиоведческой экспертизы является следствием её методологической необеспеченности и, в свою очередь, способствует политизации экспертной деятельности», что «порождает своеобразный феномен „войны экспертиз“, который запускает мощный информационный каскад, поляризующий научно-экспертное сообщество», что стало заметно «на примере „кейса Ларисы Астаховой“ — эксперта-религиоведа, подготовившего экспертное заключение по делу Саентологической церкви Москвы, на основании которого суд принял решение о ликвидации религиозного объединения „Саентологическая церковь Москвы“», поскольку данная работа «стала поводом для горячих дискуссий среди религиоведов, причём быстро сформировались лагери сторонников и противников, накал дискуссии часто вёлся на грани этически допустимого, в чём, справедливости ради нужно отметить, преуспели противники Астаховой», итогом чего стала «достаточно дорогая и жёстко режиссируемая кампания, направленная на дискредитацию эксперта, велась методами диффамации, причём она показала как неутешительное состояние научной отрасли, так и крайне низкие моральные стандарты, которых придерживались деятели, поставившие цель любыми методами защитить московских саентологов». Исходя из всего этого Лебедев и Прилуцкий делают вывод о том, что «нерешённость методологических проблем религиоведческой экспертизы из научной и научно-общественной проблемы становится проблемой этической, затрагивающей сферу межличностных отношений в учёном сообществе и провоцирующей идеологизацию научного дискурса, негативно влияющую на соответствие исследований критерию объективности». Подобные мысли высказали К. Ю. Петрова и М. О. Орлов отметив, что «на вопрос „что такое религия“ в современном религиоведении до сих пор нет однозначного ответа» поскольку, например, Е. И. Аринин установил, что в современном научном сообществе у религии имеется более 500 различных определений, указали на то, что «отвечая на вопрос о том, носит ли объединение религиозный характер, эксперт в значительной степени ангажирован научной школой, которую он представляет, что нередко становится камнем преткновения в ходе экспертных исследований» и, в связи с этим, обратили внимание на то, что «так, якобы, слишком узкое понимание религии послужило одним из обвинений со стороны Е. С. Элбакян в адрес Л. С. Астаховой в резонансном деле по закрытию Саентологической церкви Москвы».
Так в декабре 2015 года на сайте информационно-аналитического центра «Сова» были опубликованы критические отзывы на экспертизу Л. С. Астаховой со стороны В. В. Винокурова и С. В. Щербака, И. Я. Кантерова, И. Н. Сорокотягина, Ю. А. Тихонравова, Н. В. Шабурова, Г. С. Широкаловой, Е. С. Элбакян; а также критический отзыв на страницах журнала «Религия и право», издания Славянского правового центра, изложил Р. Н. Лункин.
Возлагая «искренние надежды на благоразумие и порядочность научного сообщества» религиоведов России в защиту Л. С. Астаховой высказался весь коллектив кафедры религиоведения Казанского (Приволжского) федерального университета, опубликовав открытое обращение, в котором, выразив ей «полную поддержку» и свидетельствуя «о её высоком профессионализме», отметил, что обвинения в её адрес, прозвучавшие «как со стороны отдельных представителей религиоведческого сообщества, так и, вслед за ними, со стороны представителей общественности», вызывают «впечатление, что данная дискуссия вышла далеко за рамки научного обсуждения достоинств и недостатков экспертизы и приобрела признаки целенаправленной профессиональной дискредитации и травли», поскольку «за рамками всякой научной этики находятся такие приёмы, как бездоказательные и не имеющие под собой никаких оснований обвинения в некомпетентности, конфессиональной ангажированности, пристрастности при проведении экспертизы и т. д.», а «вершиной всей этой кампании стали беспрецедентные угрозы лишения научной степени, присуждённой в результате открытой защиты и утверждённой ВАК». Коллектив кафедры особо отметил, что «информационно-аналитический портал „Сова“, предоставивший место для публикации критических материалов на экспертизу Л. С. Астаховой, фактически ответил отказом на её публичную просьбу разместить материалы, отражающие её позицию и опровергающие точку зрения противников», что «расценивает этот факт не просто как вопиющее нарушение базовых норм научной дискуссии, но и как очевидное свидетельство пристрастности данной кампании, как попрание свободы слова» и настаивает «на полном прекращении информационной травли и возвращении дискуссии в научное русло».
Сама Л. С. Астахова тогда же в интервью информационному агентству Regnum высказала мнение, что «„эксперты“, публикующие сегодня свои комментарии на мою экспертизу, таким образом решили поддержать проигравшую сторону, поскольку комментарии появились не сразу после поступления экспертизы в Измайловский районный суд, но после решения Московского городского суда, где Церковь саентологии проиграла процесс», также отметив, что «можно, конечно, ответить на вопросы, изложенные в статьях, если бы эти вопросы были сформулированы, а дискуссия велась бы на научной почве», в то время как «встретившиеся мне комментарии содержат лишь ряд суждений, без цитат или доказательств, либо, что хуже, с фальсификацией отдельных доказательств», а, в целом, «эта дискуссия — лишь доказательство разобщённости научного религиоведческого сообщества, когда желание свободомыслия превращается в навязчивую идею антиклерикализма, пусть даже путём потери научных ориентиров». В связи с этим она особо отметила: «И хочу особо подчеркнуть: суд не запрашивал моего мнения о том, является ли саентология религией. Вопросы касались моей специализации — вопросов соотношения религиозного и социального в практиках Саентологической церкви Москвы, а также отдельных позиций заключения Минюста, в границах моей компетентности. И никаких суждений о том, что саентология „атеистическая“, „деструктивная“ и так далее в тексте экспертизы не содержится, и в допросе эксперта не звучало». Затрагивая вопрос обвинений в написании экспертизы под давлением Русской православной церкви и о влиянии мужа-священника, она отметила, что «он стал священником значительно позже того, как я стала религиоведом, и до сих пор мне это не мешало, наоборот — помогало глубже понять как внешнюю сторону жизни религиозных организаций, так и различные девиации», также подчеркнув, что «необходимо доказать, как, когда, сколько раз и насколько сильно мой муж имел возможность оказывать на меня давление при написании экспертизы, а также как, когда и в каких формах давление на него оказывалось со стороны РПЦ» и что «супруг также является кандидатом наук, экспертом-религиоведом Казанского межрегионального центра экспертиз по проблемам христианства», поэтому «он, как и я, прекрасно осведомлён о понятии „методологическая нейтральность“». В целом же Астахова считает, что «профессионалу некорректно задавать вопрос о вероисповедании», а её собственный «профессионализм признал суд, закреплён фактом кандидатской и докторской диссертации, в защите которой, кстати, участвовали мои нынешние оппоненты». Она подчеркнула, что отрицает «факт какого-то ни было давления со стороны противников саентологии, и доказательств у моих обвинителей нет», попутно сообщив, у неё «есть отдельные доказательства ангажированности ряда выступающих в качестве моих оппонентов экспертов» и что данные «материалы содержатся в текстах экспертиз, написанных ими по обсуждаемому делу: искажения фактов, подтасовка определений под задачи исследования, а также ряд примеров непрофессионального ведения сбора данных», но она «хотела бы вынести обсуждение подобных случаев в рамки научной дискуссии на соответствующих уместных ресурсах».
В конце мая 2016 года юристом Е. А. Кораблёвой в диссертационный совет Ленинградского государственного университета имени А. С. Пушкина, где в 2013 году у Л. С. Астаховой проходила защита докторской диссертации, было подано заявление о лишении её учёной степени по обвинению в автоплагиате и некорректных заимствованиях. При этом данное заявление было поддержано Е. С. Элбакян, которая в то время выступила одним из официальных оппонентов на защите и дала положительный отзыв на диссертацию. На состоявшемся 6 сентября 2016 года заседании диссертационного совета ЛГУ имени А. С. Пушкина отклонил заявление Кораблёвой. Позднее апелляцию Кораблёвой отклонил Экспертный совет ВАК Министерства образования и науки Российской Федерации. П. Н. Костылев, присутствовавший на этом заседание, выступая 29 октября 2016 года в Казани на международной научно-практической конференция «Религия и насилие», среди прочего отметил, что президент ЛГУ имени А. С. Пушкина В. Н. Скворцов, выступавший в качестве председателя диссертационного совета, сообщил, что в диссертационный совет от Элбакян и РГГУ (ведущей организации в лице Н. В. Шабурова) были направлены «отзывы отзыва» на диссертацию, но эти документы не были приобщены к рассмотрению, поскольку «Положением о присуждении учёных степеней» таковые не предусмотрены. В свою очередь другой участник конференции А. К. Погасий, также присутствовавший и на этом заседании диссертационного совета ЛГУ имени А. С. Пушкина, отметил, что общий объём заявления и приложения Кораблёвой вместе составил 264 страницы, что равно целой монографии, а также указал на то, что Кораблёва к религиоведению не имеет никакого отношения, поскольку по образованию является филологом в области английского языка и переученной на юриста, а значит «никак написать такое заявление с приложением в общем на 264 страницах не могла английский филолог, это писал специалист-юрист». Кроме того, Погасий подчеркнул, что во время заседания диссертационного совета Кораблёвой было предложено выступить, но она ответила отказом, заявив, что всё ей написано на 264 страницах в поданных на рассмотрение заявлении и приложении, и высказал мнение, что она отказалась от выступления с речью, поскольку участники заседания стали бы задавать Кораблёвой вопросы относящиеся к религиоведению, на которые она бы была не в состоянии дать ответы. А. М. Прилуцкий назвал попытку лишить Астахова учёной степени «безрезультатной и апеллирующей не к научным выводам диссертации, но формальностям».
Согласно журналистскому расследованию телепрограммы «ЧП. Расследование» (выпуск «Бизнес-секта» от 23 декабря 2016 года) Кораблёва посещала заседания диссертационного совета вместе с Робертом Юзбековым, по утверждению журналистов связанного с саентологами, который после одного из заседаний проводил встречу с ответственным секретарём Церкви саентологии в СНГ Ниной де Кастро. В свою очередь сама Л. С. Астахова в разговоре с журналистами отметила, что когда ей по решению суда только поручили подготовку экспертного заключения по Саентологической церкви Москвы, то спустя два дня в Казани её посетил ряд саентологических «гонцов», склонявших её «не бесплатно» к «правильному решению», под которым понималось признание саентологической организации исключительно религиозной. Кроме того, по утверждению авторов расследования, Е. С. Элбакян занималась написанием за деньги удобных экспертиз для саентологов, которая, однако, данные обвинения отрицала, говоря, что они являются вымышленными и ни на чём не основываются. Также журналистам удалось получить подтверждение, что В. В. Шмидт, выступавший с резкой критикой Астаховой и её экспертной деятельности, регулярно посещал офис Саентологической церкви Москвы и по приглашению Церкви саентологи в 2015 году Лондоне участвовал в «Бале патронов» (англ. IAS Patrons Ball) — ежегодном закрытом мероприятии Международной ассоциации саентологов, куда приезжают лица, пользующиеся особым расположением организации.

## Отзывы
В 2010 году старший преподаватель кафедры философии религии и религиозных аспектов культуры Богословского факультета Православного Свято-Тихоновского гуманитарного университета Р. О. Сафронов в рецензии на работу «Религиозное действие в контексте повседневности» отметил, что «данная монография интересна с нескольких точек зрения», поскольку «это единственная работа на русском языке, полностью посвящённая исследованию религиозного действия и проблеме его существования в повседневной жизни» и, следовательно, «это взаимодействие, безусловно, имеет прямое отношение к проблеме разграничения религиозного и не религиозного и, как следствие, к проблеме определения религии, к прояснению которой монография вносит свой вклад». Кроме того, он указал на то, что «работа являет нам пример мирного сосуществования теологического и религиоведческого подходов, разногласия которых в российской науке переросли в настоящую войну, ведущую к уничтожению или очень сильному ослаблению обеих сторон». Исходя из всего этого он сделал вывод о том, что «данную монографию можно рекомендовать для ознакомления как религиоведам, так и теологам».
В 2014 году доктор юридических наук, профессор А. В. Пчелинцев отмечал: «Сейчас вектор религиоведческих исследований смещается в Казань. […] Здесь в КФУ Лариса Астахова, зав.кафедрой религиоведения Института социально-философских наук и массовых коммуникаций, доктор философских наук, несмотря на свою молодость, сумела подобрать, с моей точки зрения, мощный коллектив. Тут не только религиоведы. Она подтягивает психологов, лингвистов, культурологов, юристов. Это комплексный взгляд на проблему, который в ближайшие годы даст ощутимые результаты. Сейчас они пока не так ярки для общественности, поскольку это начало пути, но судя по стратегическим шагам, которые я вижу, в ближайшие годы здесь будет сильная школа».
В 2015 году кандидат философских наук, доцент кафедры профсоюзного движения, общих и гуманитарных дисциплин Волгоградского филиала Академии труда и социальных отношений Т. А. Фолиева отметив, что «несомненно, в российской науке о религии есть „организации-бренды“ и „учёные-бренды“, которых значительно больше, чём первых» и что «эффективно работают „учёные-бренды“, которые представляют не только свою работу, но и кафедру, и регион» и указав, что примерами таковых являются «А. П. Забияко — представитель дальневосточного религиоведения, Е. И. Аринин — владимирского, Л. С. Астахова — казанского», подчеркнула, что «совершенно новую (не побоюсь этого слова — прогрессивную) систему религиоведческого образования внедряет у себя на кафедре религиоведения Поволжского федерального университета д. филос. н. Л. С. Астахова».
В 2017 году кандидат философских наук, старший преподаватель кафедры философии Гуманитарного института Сибирского федерального университета Т. В. Излученко отметила, что «в России интерпретативная антропология представлена продолжателями идей К. Гирца, его комментаторами и переводчиками В. Килькеевым, Л. Астаховой, Я. Чесновым и Е. Коваленко».

## Научные труды

### Монографии
- Астахова Л. С. Религия в системе социальных отношений и процессов: идеально-типологический и исторический аспекты. — Казань: Центр инновационных технологий, 2006. — 231 с. — 100 экз. — ISBN 5-93962-165-1.
- Астахова Л. С. Религиозное действие в контексте повседневности: опыт феноменологии религии. — Казань: Изд-во Казанского государственного университета, 2008. — 167 с. — 500 экз. — ISBN 978-5-98180-522-6.
- Астахова Л. С. От религиозного опыта к религиозным практикам: очерки современного религиозного опыта. — Казань: Отечество, 2011. — 148 с. — 500 экз. — ISBN 978-5-9222-0419-4.

### Учебные издания
- Астахова Л. С. Нетрадиционные религиозные движения и культы: кризис идентичности: учебное пособие. — Казань: РИЦ «Школа», 2009. — ISBN 5-94712-007-0.
- Казакова М. А., Астахова Л. С. Теория организации: учебное пособие для студентов экономического факультета / Частное образовательное учреждение высшего профессионального образования Институт социальных и гуманитарных знаний ЧОУ ВПО "ИСГЗ", Каф. менеджмента и экономической теории. — 4-е изд., стер.. — Казань: Юниверсум, 2016. — 174 с. — (Система дистанционного обучения). — 600 экз. — ISBN 978-5-9991-0339-0.
- Астахова Л. С., Бигнова М. Р., Брилёв Д. В. Новые религиозные движения: учебное пособие. — Уфа: Издательство БГПУ, 2018. — 173 с.
- Астахова Л. С., Покровская Т. Ю. (при участии Бердиниковой Л. Г., Бигновой М. Р., Брилёвой Д. С., Гатауллина И. И., Киселёва М. С., Киселёвой А. А. и Прилуцкого А. М.). Комплексная методика формирования осознанного нравственного поведения в рамках преподавания предметной области „Основы религиозных культур и светской этики“: учебно-методическое пособие. — СПб.: Центр этнорелигиозных исследований, 2019. — 132 с.
- Астахова Л. С., Бигнова М. Р., Брилёва Д. С., Киселёв М. С., Киселёва А. А., Прилуцкий А. М. Основы религиозных культур и светской этики: учебник . — СПб., М.: Центр этнорелигиозных исследований, 2019. — 128 с.
- Астахова Л. С. Основы религиозных культур и светской этики: рабочая тетрадь . — СПб.: Центр этнорелигиозных исследований, 2019. — 24 с.

### Статьи
- Астахова Л. С. Межконфессиональные формы религиозных верований и возможности их изучения // Гуманитарное знание в системах политики и культуры: Сборник научных статей и сообщений АН РТ. — Казань, 2000. — С. 153—155.
- Астахова Л. С., Астахова А. С. Понимание и интерпретация как базовые элементы качественного анализа социально-культурной деятельности// Социокультурная деятельность как объект социального и исторического познания. — Казань, 2002. — С. 6—8.
- Астахова Л. С. О некоторых результатах исследования нетипичных форм религиозных трансформаций // Национальные концептосферы в свете лингвистики и общегуманитарных дисциплин: Материалы III Региональной конференции (с международным участием) по проблемам межкультурной коммуникации. — Йошкар-Ола, 2004. — С. 233—236.
- Астахова Л. С. Апокалипсические секты // Учёные записки Института социальных и гуманитарных знаний (Казань). — 2004. — Т. 4. — С. 46—51.
- Астахова Л. С. Социологические возможности для изучения религиозных феноменов: вопросы и ответы // Учёные записки Института социальных и гуманитарных знаний (Казань). — 2004. — Т. 4. — С. 51—53.
- Астахова Л. С. Изменение социальной структуры России в её конфессиональном измерении // Социальные процессы и институты в трансформирующемся обществе: Сборник научных работ Академии наук Республики Татарстан. — Казань: ЦИТ, 2005. — С. 21—29.
- Астахова Л. С. Традиционные и нетрадиционные религии: на примере традиционного язычества и неоязычества // Учёные записки Института социальных и гуманитарных знаний. Совместный выпуск Института социальных и гуманитарных знаний (Казань) и Российской международной академии туризма. — Казань, 2005. — С. 33—39.
- Астахова Л. С. Кросскультурное изучение религиозных ритуалов как религиоведческая проблема // Языки, культуры, этносы: контакты и взаимодействия: Материалы V Региональной конференции преподавателей и студентов (с международным участием) по проблемам межкультурной коммуникации. — Йошкар-Ола, 2006. — С. 186—188.
- Астахова Л. С. Государственное управление религиозным поведением // Учёные записки Института государственной службы при Президенте РТ. — Казань: ЦИТ, 2006. — С. 104—112.
- Астахова Л. С. «Интерпретация» и «понимание» религиозного поведения: методологический аспект качественной социологии // Современное российское общество: состояние и перспективы: Материалы Всероссийской научной конференции — Первых казанских социологических чтений. Казань, 15-16 ноября 2005 г. — Казань, 2006. — Т. 1. — С. 170—175.
- Астахова Л. С. Девиации в религиозном поведении: поиск причин через анализ концепции религиозной аномии // Современное российское общество: состояние и перспективы: Материалы Всероссийской научной конференции — Первых казанских социологических чтений. Казань, 15-16 ноября 2005 г. — Казань, 2006. — Т. 1. — С. 356—359.
- Астахова Л. С. Бабушки в православных приходах // Социология. — 2006. — № 1. — C. 53—56.
- Астахова Л. С. Религиозное поведение в контексте теории бихевиоризма // Учёные записки Казанской государственной академии ветеринарной медицины имени Баумана. — Казань, 2006. — Т. 189. — С. 340—347.
- Астахова Л. С. Религиозный опыт как переживание Божественного в повседневности // Социальные процессы в современной России: традиции и инновации: Тезисы докладов III Всероссийской научной конференции «Сорокинские чтения». В 4 т. — Т. 4. — М.: Издательство МГУ, 2007. — С. 195—198.
- Астахова Л. С. Религиозные практики в контексте социальной науки: сопряжение парадигм или социологическое осмысление христианских традиций // Социология — 2007. — № 3-4. — С. 216—228.
- Астахова Л. С. Религиозный опыт в глобальной истории // Наука и религия в глобализирующемся мире: Материалы международной конференции. — Казань: КГУ, 2007. — С. 36—43.
- Астахова Л. С., Хуснутдинова Г. Конструирование образа секты как социальной проблемы в СМИ // Роль религии в становлении российской государственности: исторический опыт и современность: Сборник статей международной научно-практической конференции 21 декабря 2007 г. — Магнитогорск — Челябинск, 2007. — С. 53—66.
- Астахова Л. С., Бухараев Я. В. О формировании религиозной культуры государственных служащих в Российской Федерации и Республике Татарстан в современных условиях // Государственная и муниципальная служба: история и современность (проблемы кадровой политики): Материалы Всероссийской научно-практической конференции, посвящённой 10-летию АГМУ при Президенте РТ. Ч. III. — Казань: ЦИТ, 2007. — С. 220—227.
- Астахова Л. С. Социальное и религиозное поведение в контексте «новой» христианской социологии // Русская религиозная философия в историческом, теоретическом и социальном измерениях: Материалы международной научно-практической конференции, Владивосток, 21-22 декабря 2006 г. / Под ред. С. В. Пишуна. — Владивосток: Издательство Дальневосточного университета, 2007. — С. 179—185.
- Астахова Л. С., Бухараев Я. В. Религиозная толерантность: новое вторжение идеологии в сферу социальной науки? // Социальные процессы в современной России: традиции и инновации: Тезисы докладов III Всероссийской научной конференции «Сорокинские чтения». В 4 т. — Т. 4. — М.: Издательство МГУ, 2007. — С. 205—208.
- Астахова Л. С., Токранов А. В. Деструктивность в религиозном поведении: к вопросу о методологии изучения новых религиозных движений // Учёные записки Казанского университета. Серия «Гуманитарные науки». — 2007. — Т. 149. — Кн. 5. — С. 23—32.
- Астахова Л. С., Бухараев Я. В., Рязанцев И. П. и др. Христианская социология или социология религии? // Социологические исследования. — 2007. — № 7. — С. 102—106.
- Астахова Л. С. Религиозное поведение: отклоняющиеся формы (на примере насыщенного описания наблюдения за бабушками на православном приходе) // Учёные записки Института социальных и гуманитарных знаний (Казань). — 2007. — Вып. 6. Т. 1. — С. 145—149.
- Астахова Л. С. Универсальные характеристики религиозного действия // Учёные записки Казанского университета. Серия «Гуманитарные науки». — 2007. — Т. 149. — Кн. 5. — С. 78-90
- Астахова Л. С., Рязанцев И. П. Молодёжь и религия: проблемы воспроизводства религиозной социокультурной системы и религиозной безопасности // Регионы России: управление социально-экономическими процессами и безопасность. Сборник научных статей и сообщений. — Казань, 2007. — С. 327—335.
- Астахова Л. С., Ахметзянова Р. Р. Соборность и (или) коммуникативный разум: в поисках принципов возможного гражданского общества // Социология. — 2008. — № 2. — С. 141—157.
- Астахова Л. С. Реализация принципов толерантности в религиозном действии: на пути к признанию права другого быть другим // Толерантность в России: история и современность: Материалы Всероссийской научно-практической конференции. — Волгоград: Изд-во ФГОУ ВПО ВАГС, 2008. — С. 76—81.
- Астахова Л. С. Религиозный опыт: на перекрестке множественных реальностей // Учёные записки Казанского университета. Серия «Гуманитарные науки». — 2008. — Т. 150. — Кн. 4. — С. 18—25. (копия)
- Астахова Л. С., Александрова Н. Н. Религиозный опыт деструктивных культов как феномен изменения сознания // Теория и практика толерантности. — Казань: Познание, 2008. — С. 161—165
- Астахова Л. С. О семантических полях значений «Священного»: переживание как/или коммуникация с трансцендентным // Социально-гуманитарные знания (Серия «Философия»). — 2009. — № 2. — С. 513—520.
- Астахова Л. С. Изучение процессов обращения индивида в новые религиозные движения // Учёные записки Института социальных и гуманитарных знаний (Казань). — 2009. — Вып. 7. — С. 3—11.
- Астахова Л. С. Религиозные войны как средство обретения религиозной идентичности // Религия и идентичность: сборник научных статей и сообщений ежегодных международных религиоведческих конференций, [проходивших в КГУ в 2009 и 2010 годах]. — Казань: Изд-во МОиН РТ, 2010. — С. 154—158.
- Астахова Л. С., Пономарёв К. Н. Механизмы обретения религиозной идентичности // Религия и идентичность: сборник научных статей и сообщений ежегодных международных религиоведческих конференций, [проходивших в КГУ в 2009 и 2010 годах]. — Казань: Изд-во МОиН РТ, 2010. — С. 17—22.
- Астахова Л. С. Православная социология или социология православия: о возможностях конфессиональной социологии // TEME ИASOPIS ZA DRUЉTVENE NAUKE. — 2010. — № 1.
- Астахова Л. С., Астахова А. С. Образы новых религиозных движений в коммуникативных пространствах: в условиях поиска идентичности // Вестник экономики, права и социологии. — 2010. — № 4. — С. 145—149.
- Астахова Л. С., Александрова Н. Н. Религиозные риски и проблемы духовной безопасности в контексте кризиса конфессиональной идентичности // Вестник экономики, права и социологии. — 2010. — № 3. — С. 112—114. (копия)
- Астахова Л. С. Религиозный опыт в условиях мультипарадигмальности христианства в Европе и России // Будущее религии в Европе: сборник статей / под ред. И. Х. Максутова, О. К. Горевой. — СПб.: Алетейя, 2010. — С. 86—101.
- Астахова Л. С., Щукина Д. О. Роль религиозной и светской составляющих в праздновании Рождества и проявленная идентичность // Социология религии в обществе позднего модерна. — Белгород: ИПК НИУ БелГУ, 2011. — С. 122—124.
- Астахова Л. С., Еликова М. Н. Социальные и религиозные ритуалы в системе социальной идентичности // Социология религии в обществе позднего модерна. — Белгород: ИПК НИУ БелГУ, 2011. — С. 31—35.
- Astahova L., Tokranov A., and Bukharaev Y. Destructiveness as a disfunction of religious identity: a comment on the methodology of research into new religious movements // World Applied Sciences Journal. — 2012. — V. 20 (1): 07-14. — Р. 7—14.
- Астахова Л. С. Мониторинг религиозной ситуации в РТ // Социология религии в обществе позднего постмодерна: Сб. материалов II Всероссийской научной конференции с международным участием, 18 апреля 2012 г. — Белгород, 2012. — С. 207—211.
- Астахова Л. С. Интерпретативная антропология религии Клиффорда Гирца: религиозные практики как сети значений // Государство, религия, церковь в России и за рубежом. — 2013. — № 3. — С. 162—177.
- Астахова Л. С. Религиозная ситуация в Республике Татарстан: взгляд после теракта // Герценовские чтения-2012. Актуальные проблемы социальных наук. — СПб.: ЭлексСис, 2013. — С. 353—357.
- Астахова Л. С. Горин А. А. Проблемы отражения социального пространства в игровом пространстве ролевой игры живого действия // Вестник экономики, права и социологии. — 2014. — № 4. — С. 213—217. (копия)
- Астахова Л. С. Религиоведческая экспертиза: между наукой и практикой // Практична філософія. — 2014. — № 3 (53). — С. 4—9.
- Астахова Л. С. Опыт кафедры религиоведения: десять лет Отделению религиоведения Казанского федерального университета (размышления без галстуков) // Религиоведческие исследования. — 2015. — № 1 (11). — С. 136—141
- Астахова Л. С. Судебная религиоведческая экспертиза: научный жанр вне учебной аудитории // Гуманитарные науки в XXI веке. — Казань: Казанский государственный архитектурно-строительный университет, 2015. — № 5. — С. 89—103. — ISSN 2686-990X.
- Астахова Л. С., Политова С. П. К вопросу о предмете психологии религии // Современные проблемы науки и образования: Электронный журнал. — 2015. — № 1. — С. 1586. (копия)
- Астахова Л. С., Бухараев Я. В. Трансформация оснований религиозной идентичности в современных обществах // Бюллетень Центра этнорелигиозных исследований. Санкт-Петербург, 2016. С. 72-80.
- Астахова Л. С. Методологические основания исследования неоязычества в условиях мультипарадигмальности религиоведения // Язычество в современной России: опыт междисциплинарного исследования. Монография / под ред. Р. В. Шиженского. — Н. Новгород: Мининский университет, ООО «Типография “Поволжье”», 2016. — С. 6—12. — 264 с.
- Астахова Л. С., Бухараев Я. В. Конверсионные интенции и Современный Ислам: попытки классификации «Путей в духовную практику» (на основе мониторинга по Республике Татарстан). // Ислам в современном мире: внутригосударственный и международно-политический аспекты. М.: Издательский дом «Медина», 2017. Т. 13. № 2. С. 125—136. ISSN 20741529 (копия)
- Астахова Л. С. «Вербовка» или «свобода совести»? Пути и формы правовой и социальной защиты граждан от духовного манипулирования // Идеалы и ценности ислама в образовательном пространстве XXI века. Материалы X Международной научно-практической конференции. 2017. С. 48—50.
- Астахова Л. С. Религиоведческая экспертиза как правовой механизм защиты религиозной свободы // Международная научно-богословская конференция «Духовный шелковый путь: великие гуманистические традиции и вызовы современности» 14 сентября 2018, Бишкек.
- Астахова Л. С. Опыт государственно-конфессиональных отношений в Республике Татарстан: от постсоветской практики к современным реалиям // Научно-образовательный форум «Диалог религий Татарстана: культура сотрудничества и стратегии этноконфессионального взаимодействия» (28 сентября 2018, ИЭУП, Казань)
- Астахова Л. С., Гузельбаева Г. Я. Российское отделение Аум синрикё и причины их устойчивой популярности в 2010-е гг. // Международная конференция «Татарстан-Япония: история и перспективы взаимоотношений» (23-25 июля 2018 г., КФУ, Казань).
- Астахова Л. С. «Религиоведческая экспертиза как правовой механизм защиты религиозной свободы» // Международная конференция «Международные свободы в мире. Путь к диалогу». (31 мая 2018 г., Президент-Отель, Москва)
- Астахова Л. С. «Механизмы выявления и устранения рисков, связанных с религиозным экстремизмом» // Международная научно-богословская конференция «Богословское осмысление феномена экстремизма и терроризма» (12 мая, СПбДА, Санкт-Петербург)

### Научная редакция
- География религий: мир между христианством и исламом: материалы международной научно-образовательной конференции, 12-17 ноября 2012 г. / науч. ред.: Л. С. Астахова. — Казань: Издательство Казанского университета, 2014. — 82 с. 100 экз. ISBN 978-5-00-019190-3

## Семья
- Дед — Никола́й Проко́фьевич (Проко́пьевич) Аста́хов (24 декабря 1920, с. Николо-Жупань, Одоевский уезд, Тульская губерния, РСФСР — 21 июля 2012, Казань, Россия) — советский и российский правовед, специалист в области гражданского, предпринимательского и хозяйственного права. Доктор юридических наук (1984), профессор (1985). Заслуженный юрист Республики Татарстан[49]. Ветеран Великой Отечественной войны

В 1939 году окончил Калужский медицинский техникум и затем являлся заведующим фельдшерско-медицинским пунктом в Тульской области.
В 1940 году был призван на военную службу в Красную Армию и направлен в Литовскую ССР, где служил в составе 11-й армии, с 22 июня 1941 года сражался на передовой и 27 июня 1941 года попал в окружение. В августе после ранения попал в плен и находился в заключении в нацистских концентрационных лагерях на территории Белорусской ССР и Польши, а затем в г. Зенсбург. В мае 1942 года вместе с группой товарищей сумел бежать и около двух лет воевал в качестве фельдшера в партизанском отряде имени П. К. Пономаренко. С 7 июля 1944 года воюя в составе своего партизанского отряда, который был присоединён к 96-й стрелковой Гомельской Краснознамённой ордена Суворова дивизии генерал-майора Ф. Г. Булатова, также являлся фельдшером санитарной роты 338 стрелкового ордена Кутузова полка, а затем командиром санитарного взвода 3 стрелкового батальона 350 стрелкового ордена Кутузова полка. 2 августа 1944 года во время сражения за г. Белосток получил тяжёлое ранение и, после того как вылечился, продолжил службу в своей дивизии, в составе которой принял участие в боях за г. Кёнигсберг, где и встретил День Победы. В августе 1945 года вместе с дивизией возвратился в Казань, демобилизовавшись в звании военфельдшера (лейтенанта медицинской службы).
Награждён орденами Отечественной войны I степени и Красной Звезды, а также медалями «За взятие Кёнигсберга» и «За победу над Германией в Великой Отечественной войне 1941—1945».
В 1948 году экстерном окончил Казанский юридический институт (ныне — юридический факультет Казанского университета). В 1960 году защитил диссертацию на соискание учёной степени кандидата юридических наук по теме «Правовое регулирование расчётов между социалистическими организациями при иногородних поставках». В 1984 году в Институте государства и права АН СССР защитил диссертацию на соискание учёной степени доктора юридических наук по теме «Правовое регулирование хозрасчёта производственных объединений (предприятий) в промышленности». В 1986 году присвоено учёное звание профессора.
В 1946—1957 годах преподавал экономику и право и работал военным руководителем в Казанском учётно-кредитном техникуме. В 1958—2000 годах преподавал в Казанском финансово-экономическом институте имени В. В. Куйбышева пройдя путь от преподавателя до профессора. С 2000 года — профессор и в 2000—2008 годах — заведующий кафедрой гражданского и предпринимательского права Института бизнеса и инновационных технологий Казанского национального исследовательского технического университета — Казанского авиационного института.
Занимаясь исследованием проблем хозяйственного права провёл теоретический анализ правовых форм осуществления хозяйственного расчёта производственных предприятий в промышленности, включая как изучение экономико-правовых вопросов сущности, так и принципов хозяйственного расчёта. Им были выяснены особенности хозяйственного расчёта на предприятиях и объединениях, представляющих основное звено советской промышленности. Кроме того, рассмотрены в условиях хозяйственного расчёта проблемы материального поощрения и правовой ответственности предприятий и объединений. Астаховым была разработана экономико-правовая классификация признаков хозяйственного расчёта, которая имеет важное прикладное применение для совершенствования хозяйственного законодательства, регулирующего вопросы отношений в области хозяйственного расчёта. Он осуществил углубление хозяйственно-правовых концепций правосубъектности структурных подразделений производственных объединений и предприятий, а также показана стоимостная природа их из деятельности в хозяйственном расчёте. Были внесены предложения направленные на совершенствование правового положения предприятий, находящихся в подчинении производственных объединений и имеющих права юридического лица. В своих исследований Астахов указывал на наличие наличие правовой коллизии в действующих нормах законодательства, связанных с имущественными и другими правами, которыми наделяются министерства и производственные объединения, обращая внимание на то, что наличие подобных норм в различных областях управления приводит не только к дублированию функций управления, но создаёт ограничения имущественной самостоятельности тех звеньев промышленности, которые являются основными.
- Свёкор — Влади́мир Минна́тович (Минне́тович) Бухара́ев (18 декабря 1948, Казань, Татарская АССР, СССР — 3 февраля 2020, Казань, Республика Татарстан, Россия[54]) — советский и российский историк, специалист по крестьяноведению, историографии и истории России 20-х — 50-х годов XX века, методологии и философии истории, лингво-социальному анализу исторических текстов. Кандидат исторических наук (1978), доцент (1983). Доцент кафедры политической истории Казанского (Приволжского) федерального университета[55].

В 1971 году окончил историко-филологический факультет Казанского государственного университета имени В. И. Ульянова-Ленина по специальности «историк, преподаватель истории и обществоведения». В 1978 году там же под научным руководством А. Х. Бурганова защитил диссертацию на соискание учёной степени кандидата исторических наук по теме "Ленинская концепция соотношения социалистических и общедемократических задач Великого Октября (в советской исторической литературе 1917—1923 гг.) (специальность 07.00.01 — история КПСС).
Преподавал на кафедре истории КПСС (впоследствии — политической истории) Казанского университета. С 2002 года был советником ректора Казанского федерального университета.
В 1995 году принимал участие во Всемирных конгрессах россиеведов — советологов в Варшаве, а в 2000 году в Тампере. Являлся участником и руководителем грантов РГНФ («Казанский федеральный университет как центр модернизации образования в Татарстане: философско-социологическое исследование»), Фонда Карнеги (1995—1998 гг.) и Фонда Лотмана (Вуппертальский проект). В 2006 году получил индивидуальный сертификат «Золотой фонд прессы».
Член редакционной коллегии общественно-политического и литературно-художественного журнала «Казань».
- Муж — Яросла́в Влади́мирович Бухара́ев (род. 17 февраля 1971, Казань, Татарская АССР, СССР) — российский религиозный деятель, историк и религиовед. Кандидат исторических наук (2000). Священник Русской православной церкви под именем Кири́лл[26][58].

Родился в семье студентов исторического факультета Казанского государственного университета имени В. И. Ульянова-Ленина, в дальнейшем ставших кандидатами исторических наук, доцентами и преподавателями высших учебных заведений.
С 1978 года учился в г. Казани в средней школе № 18 с углублённым изучением английского языка, а в октябре 1981 года вместе с матерью переехал в Набережные Челны, где продолжил обучение в средней школе № 30 с углублённым изучением английского языка, которую окончил в 1988 году.
В 1993 году с отличием окончил исторический факультет Казанского государственного университета имени В. И. Ульянова-Ленина, по специальности «История» с присвоенном квалификации «Историк. Преподаватель истории» и в 1993—1996 годах учился в аспирантуре на кафедре современной отечественной истории исторического факультета Казанского государственного университета имени В. И. Ульянова-Ленина. В 2000 году прошёл научную стажировку на социологическом факультете Кентского университета. В том же году 22 июня в Казанском государственном университете имени В. И. Ульянова-Ленина под научным руководством академика АН РТ, доктора исторических наук, профессор И. Р. Тагирова защитил диссертацию на соискание учёной степени кандидата исторических наук по теме «Военно-морское дело России конца XIX — начала XX веков» (специальность 07.00.02 — Отечественная история); официальные оппоненты — доктор исторических наук, профессор В. В. Журавлёв и кандидат исторических наук, доцент С. Ю. Малышева; ведущая организация — Самарский государственный университет.
В 1997—2001 годах — преподаватель кафедры социологии факультета журналистики, социологии и психологии Казанского государственного университета имени В. И. Ульянова-Ленина. Преподавал такие учебные дисциплины, как «История западной социологии», «Социология», «Социология общественного мнения» и «Социология управления». В 2005—2007 учебных годах был доцентом кафедры государственного управления социально-экономическими процессами Института государственной службы при Президенте Республики Татарстан, где преподавал такие учебные дисциплины, как «Исследования социально-экономических и политических процессов», «Опыт зарубежного управления» и «Теория организации». С сентября 2007 по август 2011 года являлся доцентом кафедры обществоведческих и естественнонаучных дисциплин Казанского филиала Российской международной академии туризма, где преподавал учебные дисциплины: «История изобразительного искусства», «Культурология», «Отечественная история», «Теория организации» и «Философия». В 2011—2012 годах — доцент кафедры конфликтологии философского факультета Казанского федерального университета, где преподавал предметы «Современные религии» и «Толерантность и ненасилие». В сентябре 2010 года стал преподавателем Казанской духовной семинарии, а в феврале 2012 года занял должность заведующего кафедрой церковной и общей истории, где преподавал на бакалавриате предмет «история религий», а в магистратуре учебные дисциплины «историческая география религий», «история Западного христианства» и «история христианизации народов Поволжья и Урала». С сентября 2012 года по сентябрь 2018 года являлся доцентом кафедры религиоведения философского факультета Казанского федерального университета, где преподавал учебные дисциплины «Библеистика», «История Церкви и церковно-государственных отношений», «Религиозная ситуация в регионах России», «Русская православная церковь в современной России» и «Христианская теология».
В сентябре 2001 года стал алтарником на подворье Раифского мужского Богородицкого монастыря, 8 марта 2002 года был рукоположён в диаконы, а 10 марта 2002 года во иереи, получив назначение в качестве настоятеля храма Жён-мироносиц подворья Раифского монастыря в г. Казани. В дальнейшем был рукоположён в протоиереи. Затем являлся штатным священником Храма Иоанна Кронштадтского при Казанской духовной семинарии. В 2018 годы был выведен за штат.
- Сестра — Анастаси́я Серге́евна Аста́хова (род. 18 марта 1986, Казань, Татарская АССР, СССР) — российский социолог, специалист в области социальной теории эмоций, социологии религии, методологии и методов социологических исследований, организационных исследования и гендерным исследованиям. Магистр социологии, кандидат социологических наук.

В 2008 окончила Казанский государственный университет имени В. И. Ульянова-Ленина с квалификацией «Социолог. Преподаватель социологии». В 2011 году получила степень магистра социологии (англ. Master of Arts in Sociology) в рамках российско-британской программы Московской высшей школы социальных и экономических наук («Шанинка») и Манчестерского университета. В том же году в Казанском (Приволжском) федеральном университете под научным руководством кандидата социологических наук, доцент В. В. Фурсовой защитила диссертацию на соискание учёной степени кандидата социологических наук по теме «Новые религиозные движения в трансформирующемся российском обществе: социальные процессы интеграции и изоляции» (специальность 22.00.04 — социальная структура, социальные институты и процессы); официальные оппоненты — кандидат исторических наук, доктор экономических наук, профессор И. П. Рязанцев и кандидат философских наук, доктор социологически наук, доцент М. Ю. Смирнов; ведущая организация — Казанский государственный университет культуры и искусств.
С сентября 2011 года работает в РАНХиГС при Президенте РФ, а с 2016 года в Лицее при РАНХиГС при Президенте РФ. С 2019 года — доцент кафедры социологии Московской высшей школы социальных и экономических наук. Старший преподаватель Свято-Филаретовского православно-христианского института.